# Yrjö Johannes Eskelä
Yrjö Johannes "Juho" Eskelä, född 2 november 1886 i Jeppo, död 23 juni 1949, var en finländsk politiker. Han var inrikesminister i regeringen Cajander I 1922 och i regeringen Cajander II 1924.